# Митино (Волоколамский район)
Митино — деревня в Волоколамском районе Московской области России.
Относится к Теряевскому сельскому поселению, до муниципальной реформы 2006 года относилась к Шестаковскому сельскому округу. Население — 3 чел. (2010).

## География
Деревня Митино расположена примерно в 24 км к северо-востоку от города Волоколамска. Ближайшие населённые пункты — деревни Нефёдово, Березниково, Высочково и Кондратово. Рядом с деревней Митино протекает река Локнаш (бассейн Иваньковского водохранилища).

## Население
| 1852 | 1859 | 1890 | 1899 | 1926 | 2002 |
| ---- | ---- | ---- | ---- | ---- | ---- |
| 69   | ↘67  | ↗92  | ↘63  | ↘53  | ↘4   |
| 2006 | 2010 |      |      |      |      |
| ↘0   | ↗3   |      |      |      |      |

## История
В «Списке населённых мест» 1862 года Митина — казённая деревня 1-го стана Клинского уезда Московской губернии по левую сторону Волоколамского тракта, в 33 верстах от уездного города, при колодцах, с 9 дворами и 67 жителями (35 мужчин, 32 женщины).
По данным на 1890 год входила в состав Калеевской волости Клинского уезда, число душ составляло 92 человека.
В 1913 году — 15 дворов.
В 1917 году Калеевская волость была передана в Волоколамский уезд.
По материалам Всесоюзной переписи населения 1926 года — деревня Нефёдовского сельсовета Калеевской волости Волоколамского уезда, проживало 53 жителя (22 мужчины, 31 женщина), насчитывалось 12 крестьянских хозяйств.
С 1929 года — населённый пункт в составе Волоколамского района Московской области.